# Pleurobrachia pigmentata
Pleurobrachia pigmentata is een soort in de taxonomische indeling van de ribkwallen (Ctenophora). 
De kwal behoort tot het geslacht Pleurobrachia en behoort tot de familie Pleurobrachiidae. De wetenschappelijke naam van de soort werd voor het eerst geldig gepubliceerd in 1903 door Moser.